# Tonight (黑眼豆豆和埃爾·阿爾法歌曲)
〈Tonight〉是美國嘻哈流行音樂團體黑眼豆豆和多明尼加歌手埃爾·阿爾法的歌曲，與美國歌手貝姬·G合作演唱。2024年5月10日由史詩唱片發行。該曲收錄於2024年動作喜劇電影《絕地戰警：生死與共》原聲帶。

## 製作過程
這首歌突出地使用了英國搖滾樂團創世紀樂團於1986年的歌曲《Tonight, Tonight, Tonight》中的一段明顯放慢速度的樣本。

## 榜單表現
| 榜單 (2024年)                                | 最高排名 |
| -------------------------------------------- | -------- |
| 美國（《告示牌》Hot Dance/Electronic Songs） | 32       |
| 美國（《告示牌》Latin Airplay）              | 46       |
| 美國（《告示牌》Pop Airplay）                | 31       |